# Публій Корнелій Лентул (консул-суффект 27 року)
Публій Корнелій Лентул (лат. Publius Cornelius Lentulus; між 14 до н. е. та 10 до н. е. — після 27) — державний діяч ранньої Римської імперії, консул-суффект 27 року.

## Життєпис
Походив з патриціанського роду Корнеліїв, його гілки Лентулів. Молодший син Публія Корнелія Лентула Сципіона, консула-суффекта 2 року. Стосовно імені існують суперечності, оскільки є згадки, що він мав ім'я Луцій. Тож можливо «Луцій» він отримав при народженні, а потім з невідомих причин змінив на Публій. На відміну від старшого брата, також на ім'я Публій, не використовував когномен «Сципіон».
Завдяки родинному статусу зумів доволі швидко пройти усі державні щаблі кар'єри. У 27 році призначається консулом-суффектом разом із Гаєм Саллюстієм Криспом Пассієном, що припало на другу половину року. Про каденцію відсутні відомості.